# Kőmüves Imre
Kőmüves Imre, becenevén: Csiri (Fertőszéplak, 1915. május 1. – Sopron, 1988. július 6.) magyar labdarúgó, az 1936-os olimpia magyar csapatának kerettagja.

## Pályafutása
Civilben 1936-ban vasúti gyakornok volt, Sopronban élt, és a Soproni VSE játékosa volt. Amatőr játékosként lett tagja az 1936. évi nyári olimpiai játékokra küldött magyar labdarúgócsapatnak, ahol nem lépett pályára, tartalék volt. Élete hátralévő részében is a soproni csapathoz kötődött, 1960-tól szakosztályvezető, 1962-től 1968-ig, majd 1969-ben is edző volt, ezt követően az újságok nem említik.